# 알파 운동 신경세포
알파 운동 신경세포(alpha (α) motor neuron 또는 alpha motoneuron) 또는 알파 운동 뉴런은 뇌간과 척수의 큰 다극성(multipolar) 하부 운동 뉴런(lower motor neuron)이다. 그들은 골격근의 방추밖근육세포에 신경을 분포시키고 수축을 시작하는 데 직접적인 역할을 한다. 알파 운동 뉴런은 근방추의 방추속근육세포에 신경을 분포시키는 감마 운동 뉴런과 다르다.
α 운동 뉴런의 세포체는 중추신경계(CNS)에서 발견되지만, α 운동 뉴런은 축삭이 말초까지 확장되어 골격근에 신경을 분포시키기 때문에 체성신경계(말초신경계(PNS)의 분지)의 일부로 간주된다.
알파 운동 뉴런과 이것이 신경을 전달하는 근육 섬유는 운동 단위(motor unit)를 구성한다. 운동 뉴런 풀(motor neuron pool)에는 단일 근육 수축에 관여하는 모든 알파 운동 뉴런의 세포체가 포함되어 있다.

## 같이 보기
- 베타 운동 신경세포
- 감마 운동 신경세포
- 근방추 (근육방추)
- 방추속 근육 섬유 (방추내근섬유)
- 방추밖 근육 섬유 (방추외근섬유)
- 운동 단위
- Ia형 감각 신경섬유
- II형 감각 신경섬유
- 니코틴성 아세틸콜린 수용체
- 앞회색질기둥
- 척수신경 앞뿌리
- 갓돌림신경
- 앞회색질기둥(anterior grey column)